# Tchenzema
Tchenzema è una circoscrizione rurale (rural ward) della Tanzania situata nel distretto di Mvomero, regione di Morogoro. Conta una popolazione di 11 229 abitanti (censimento 2012).